# Scott Lynch
Scott Lynch, född 2 april 1978 i Saint Paul, Minnesota, är en amerikansk författare som är känd för fantasyserien Gentlemannarövarna. De två första böckerna, Locke Lamoras lögner och Rött hav under röd himmel, har översatts till svenska. Lynch är gift med författaren Elizabeth Bear.